# James Connolly (irlandzki polityk)
James Connolly, irl. Séamas Ó Conghaile lub Ó Conghalaigh (ur. 5 czerwca 1868 w Edynburgu, zm. 12 maja 1916 w Dublinie) – irlandzki działacz robotniczy.
Urodził się w Edynburgu, w rodzinie irlandzkich imigrantów. W 1896 roku przekształcił Dubliński Klub Socjalistyczny w Irlandzką Socjalistyczną Partię Republikańską (ISRP). Był republikaninem, marksistą i syndykalistą, zwolennikiem łączenia walki narodowowyzwoleńczej z rewolucją socjalną. W latach 1903–1911 przebywał w USA, gdzie działał w anarchosyndykalistycznym ruchu Przemysłowych Robotników Świata (IWW). 
Po powrocie do Irlandii stanął na czele wielkiego strajku w Dublinie w 1913 r.; dla ochrony strajkujących przed policją powołana została Irlandzka Armia Obywatelska (ICA). Jako współorganizator tzw. powstania wielkanocnego w 1916 r. został skazany i stracony przez Brytyjczyków.